# Məşədi Əzizbəyov

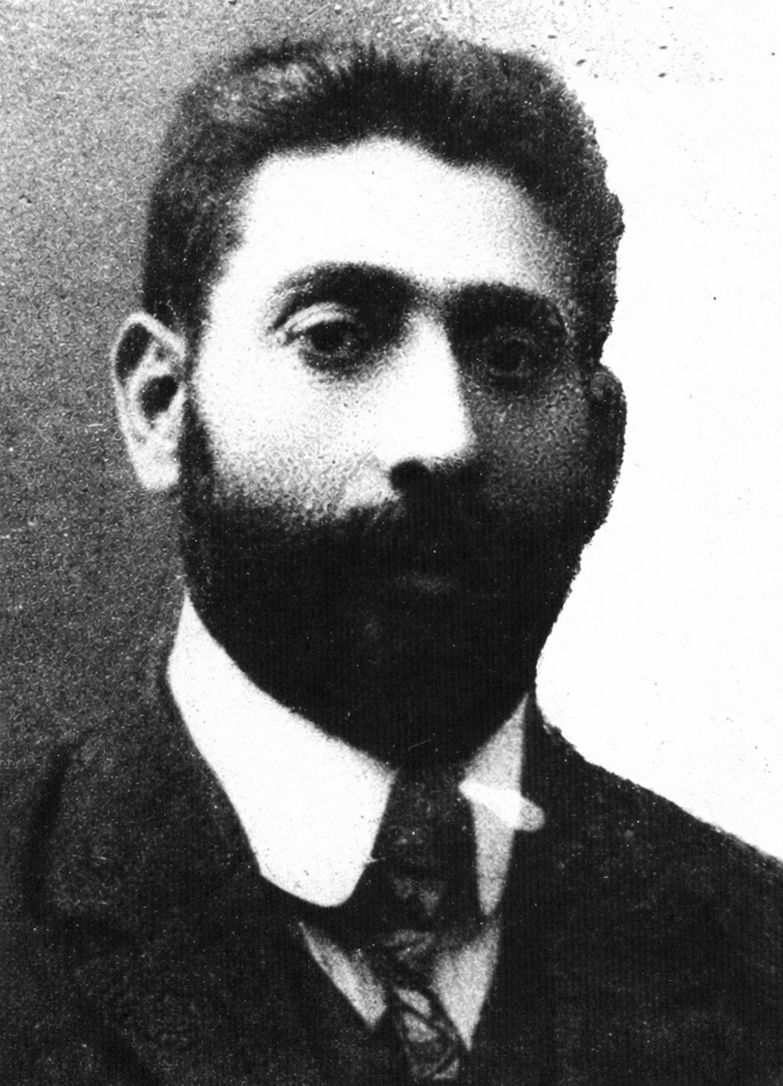
Məşədi Əzizbəyov

Məşədi Əzizbəyov (aserbaidschanisch Məşədi Əziz oğlu Əzizbəyov, russisch Мешади Азизбеков; * 6. Januarjul. / 18. Januar 1876greg. in Baku; † 20. September 1918 in Krasnowodsk) war ein aserbaidschanischer Politiker (Russische Sozialdemokratische Arbeiterpartei, Kommunistische Partei Russlands). Er war einer der Kommissare der Kommune von Baku. Əzizbəyov war von Beruf Ingenieur und nahm an revolutionären Bewegungen von Aserbaidschan, Armenien, Georgien, Russland und Iran teil. Er wurde von Sozialrevolutionären zusammen mit den anderen Kommissaren in Baku im Jahr 1918 nahe Krasnowodsk hingerichtet. Əzizbəyov hatte Kultstatus in der Sowjetunion. Ihm zu Ehren wurden viele Gedichte geschrieben und Lieder komponiert. Es gibt nach ihm benannte Straßen in Aserbaidschan, Russland, Usbekistan, der Ukraine, in Kasachstan und Tadschikistan.